# Francia en la Copa Mundial de Fútbol de 2002
La selección de Francia fue uno de los 32 equipos participantes en la Copa Mundial de Fútbol de 2002, torneo que se llevó a cabo del 31 de mayo al 30 de junio en Corea del Sur y Japón.
Francia, siendo la reciente campeona del mundo luego de la Copa Mundial de Fútbol de 1998 y la reciente campeona de Europa en la Eurocopa 2000, era gran favorita a clasificar a octavos de final. En la primera ronda, Francia quedó emparejada con Senegal, Uruguay y Dinamarca, la clasificación no parecía un problema para el combinado de Roger Lemerre, pero la historia fue otra.
En su primer partido, Francia aunque tuvo mayor posesión del balón y más disparos al arco, no podía anotar a la portería de Tony Sylva y en el minuto 33', Papa Bouba Diop anotó el único gol del partido, Francia se venía abajo. En su segundo partido, Francia debía ganarle a Uruguay para intentar clasificar, pero el partido terminó 0 a 0 y ninguno de los 2 consiguió la victoria. Ya para el tercer partido los galos, desanimados, perdieron con 2 goles en contra de Dennis Rommedahl y Jon Dahl Tomasson. Francia se fue del mundial sin ningún gol y con el peor resultado que ha tenido un campeón defensor.

## Preparación

### Partidos previos
Datos correspondientes al periodo entre la finalización de la Copa FIFA Confederaciones de 2001 y el inicio de la Copa Mundial de Fútbol de 2002

#### Francia vs. Dinamarca
| 15 de agosto de 2001 | Francia   | 1:0 (0:0) | Dinamarca | Stade de la Beaujoire, Nantes                               |                                                             |
|                      | Pirès 13' | Reporte   |           | Asistencia: 36 548 espectadores Árbitro(s): Michael McCurry | Asistencia: 36 548 espectadores Árbitro(s): Michael McCurry |

| Uniformes | Uniformes |
| --------- | --------- |
|           |           |

#### Chile vs Francia
| 1 de septiembre de 2001 | Chile                   | 2:1 (1:0) | Francia       | Estadio Nacional de Chile, Santiago                        |                                                            |
|                         | Galdames 3' · Navia 51' |           | Trezeguet 74' | Asistencia: 66,384 espectadores Árbitro(s): Daniel Giménez | Asistencia: 66,384 espectadores Árbitro(s): Daniel Giménez |

| Uniformes | Uniformes |
| --------- | --------- |
|           |           |

#### Francia vs Argelia
| 6 de octubre de 2001 | Francia                                         | 4:1 (3:1) | Argelia       | Stade de France, Saint-Denis                            |                                                         |
| | Candela 20' · Petit 32' · Henry 41' · Pires 55' | Reporte   | Belmadi 45+1' | Asistencia: 78,421 espectadores Árbitro(s): Paulo Costa | Asistencia: 78,421 espectadores Árbitro(s): Paulo Costa |
| El partido fue abandonado en el minuto 76 debido a una invasión de aficionados en el terreno de juego con el marcador 4:1 a favor de los franceses. |                                                 |           |               |                                                         |                                                         |

| Uniformes | Uniformes |
| --------- | --------- |
|           |           |

#### Australia vs Francia
| 11 de noviembre de 2001 | Australia | 1:1 (1:0) | Francia       | Melbourne Cricket Ground, Melbourne                        |                                                            |
|                         | Moore 43' | Reporte   | Trezeguet 49' | Asistencia: 53,173 espectadores Árbitro(s): Simon Micallef | Asistencia: 53,173 espectadores Árbitro(s): Simon Micallef |

| Uniformes | Uniformes |
| --------- | --------- |
|           |           |

#### Francia vs Rumania
| 13 de febrero de 2002 | Francia              | 2:1 (2:0) | Rumania   | Stade de France, Saint-Denis                                |                                                             |
|                       | Viera 1' · Petit 26' | Reporte   | Ganea 88' | Asistencia: 77,144 espectadores Árbitro(s): Dick Van Egmond | Asistencia: 77,144 espectadores Árbitro(s): Dick Van Egmond |

| Uniformes | Uniformes |
| --------- | --------- |
|           |           |

#### Francia vs Escocia
| 27 de marzo de 2002 | Francia                                                 | 5:0 (4:0) | Escocia | Stade de France, Saint-Denis                             |                                                          |
|                     | Zidane 12' · Trezeguet 21' 42' · Henry 31' · Marlet 88' | Reporte   |         | Asistencia: 76,961 espectadores Árbitro(s): Jacek Granat | Asistencia: 76,961 espectadores Árbitro(s): Jacek Granat |

| Uniformes | Uniformes |
| --------- | --------- |
|           |           |

#### Francia vs Rusia
| 17 de abril de 2002 | Francia | 0:0 (0:0) | Rusia | Stade de France, Saint-Denis                           |                                                        |
|                     |         | Reporte   |       | Asistencia: 78,294 espectadores Árbitro(s): Mike Riley | Asistencia: 78,294 espectadores Árbitro(s): Mike Riley |

| Uniformes | Uniformes |
| --------- | --------- |
|           |           |

#### Francia vs Bélgica
| 18 de mayo de 2002 | Francia    | 1:2 (1:1) | Bélgica                      | Stade de France, Saint-Denis                                              |                                                                           |
|                    | Simons 40' | Reporte   | De Boeck 20' · Wilmots 90+1' | Asistencia: 79,056 espectadores Árbitro(s): Valentín Valentínovich Ivanov | Asistencia: 79,056 espectadores Árbitro(s): Valentín Valentínovich Ivanov |

| Uniformes | Uniformes |
| --------- | --------- |
|           |           |

#### Corea del Sur vs Francia
| 26 de mayo de 2002 | Corea del Sur                        | 2:3 (2:1) | Francia                                   | Estadio Mundialista de Suwon, Suwon                         |                                                             |
|                    | Ji-sung Park 23' · Ki-hyeon Seol 38' | Reporte   | Trezeguet 16' · Dugarry 53' · Leboeuf 89' | Asistencia: 43,000 espectadores Árbitro(s): Masayoshi Okada | Asistencia: 43,000 espectadores Árbitro(s): Masayoshi Okada |

| Uniformes | Uniformes |
| --------- | --------- |
|           |           |

## Uniforme

### Oficial

#### Manga corta
| Opción 1 | Opción 2 | Opción 3 | Opción 4 |

#### Manga Larga
| Opción 1 | Opción 2 | Opción 3 | Opción 4 |

### Alternativo

#### Manga corta
| Opción 1 | Opción 2 | Opción 3 | Opción 4 |

#### Manga Larga
| Opción 1 | Opción 2 | Opción 3 | Opción 4 |

### Portero
| Opción 1 | Opción 2 |

### Entrenamiento
|  |

### Cuerpo técnico
| Opción 1 | Opción 2 |

## Jugadores
| #     | Nombre               | Posición       | Edad | Part. | Club                  |
| ----- | -------------------- | -------------- | ---- | ----- | --------------------- |
| 1     | Ulrich Ramé          | Guardameta     | 29   | 11    | Girondins de Burdeos  |
| 2     | Vincent Candela      | Defensa        | 28   | 36    | A. S. Roma            |
| 3     | Bixente Lizarazu     | Defensa        | 32   | 74    | Bayern Múnich         |
| 4     | Patrick Vieira       | Centrocampista | 25   | 52    | Arsenal F. C.         |
| 5     | Philippe Christanval | Defensa        | 23   | 4     | F. C. Barcelona       |
| 6     | Youri Djorkaeff      | Centrocampista | 34   | 79    | Bolton Wanderers      |
| 7     | Claude Makélélé      | Centrocampista | 29   | 14    | Real Madrid           |
| 8     | Marcel Desailly      | Defensa        | 33   | 93    | Chelsea F. C.         |
| 9     | Djibril Cissé        | Delantero      | 20   | 1     | A. J. Auxerre         |
| 10    | Zinedine Zidane      | Centrocampista | 29   | 73    | Real Madrid           |
| 11    | Sylvain Wiltord      | Delantero      | 28   | 38    | Arsenal F. C.         |
| 12    | Thierry Henry        | Delantero      | 24   | 35    | Arsenal F. C.         |
| 13    | Mikaël Silvestre     | Defensa        | 24   | 10    | Manchester United     |
| 14    | Alain Boghossian     | Centrocampista | 31   | 26    | Parma                 |
| 15    | Lilian Thuram        | Defensa        | 30   | 73    | Juventus F. C.        |
| 16    | Fabien Barthez       | Guardameta     | 30   | 47    | Manchester United     |
| 17    | Emmanuel Petit       | Centrocampista | 31   | 57    | Chelsea F. C.         |
| 18    | Frank Leboeuf        | Defensa        | 34   | 47    | Olympique de Marsella |
| 19    | Willy Sagnol         | Defensa        | 25   | 9     | Bayern Múnich         |
| 20    | David Trezeguet      | Delantero      | 24   | 36    | Juventus F. C.        |
| 21    | Christophe Dugarry   | Delantero      | 30   | 51    | Girondins de Burdeos  |
| 22    | Johan Micoud         | Centrocampista | 28   | 14    | Parma                 |
| 23    | Gregory Coupet       | Guardameta     | 29   | 1     | Olympique de Lyon     |
| D. T. | Roger Lemerre        |                |      |       |                       |

## Participación
- Los horarios corresponden a la hora local de Corea del Sur y Japón (UTC+9).

### Partidos
| Fecha       | Lugar   | Instancia      |           |                      | Resultado |                    |         |
| ----------- | ------- | -------------- | --------- | -------------------- | --------- | ------------------ | ------- |
| 31 de mayo  | Seúl    | Fase de grupos | Francia   | Bandera de Francia   | 0:1 (0:1) | Bandera de Senegal | Senegal |
| 6 de junio  | Busan   | Fase de grupos | Francia   | Bandera de Francia   | 0:0       | Bandera de Uruguay | Uruguay |
| 11 de junio | Incheon | Fase de grupos | Dinamarca | Bandera de Dinamarca | 2:0 (1:0) | Bandera de Francia | Francia |

### Fase de grupos - Grupo A
| Selección | Pts | PJ | PG | PE | PP | GF | GC | Dif |
| --------- | --- | -- | -- | -- | -- | -- | -- | --- |
| Dinamarca | 7   | 3  | 2  | 1  | 0  | 5  | 2  | 3   |
| Senegal   | 5   | 3  | 1  | 2  | 0  | 5  | 4  | 1   |
| Uruguay   | 2   | 3  | 0  | 2  | 1  | 4  | 5  | −1  |
| Francia   | 1   | 3  | 0  | 1  | 2  | 0  | 3  | −3  |

|  | Clasificados a los octavos de final. |

#### Francia vs. Senegal
| 31 de mayo, 20:30 | Francia | 0:1 (0:1) | Senegal        | Estadio Mundialista, Seúl                               |                                                         |
|                   |         | Reporte   | Bouba Diop 30' | Asistencia: 62 561 espectadores Árbitro(s): Ali Bujsaim | Asistencia: 62 561 espectadores Árbitro(s): Ali Bujsaim |

| 16         | Guardameta     | Fabien Barthez   |     |
| 3          | Defensa        | Bixente Lizarazu |     |
| 8          | Defensa        | Marcel Desailly  |     |
| 15         | Defensa        | Lilian Thuram    |     |
| 18         | Defensa        | Frank Leboeuf    |     |
| 4          | Centrocampista | Patrick Vieira   |     |
| 6          | Centrocampista | Youri Djorkaeff  | 60' |
| 17         | Centrocampista | Emmanuel Petit   |     |
| 11         | Delantero      | Sylvain Wiltord  | 81' |
| 12         | Delantero      | Thierry Henry    |     |
| 20         | Delantero      | David Trezeguet  |     |
| Entrenador | Entrenador     | Roger Lemerre    |     |

| 1          | Guardameta     | Tony Sylva       |  |
| 2          | Defensa        | Omar Daf         |  |
| 4          | Defensa        | Pape Malick Diop |  |
| 6          | Defensa        | Aliou Cissé      |  |
| 13         | Defensa        | Lamine Diatta    |  |
| 17         | Defensa        | Ferdinand Coly   |  |
| 10         | Centrocampista | Khalilou Fadiga  |  |
| 14         | Centrocampista | Moussa N'Diaye   |  |
| 15         | Centrocampista | Salif Diao       |  |
| 19         | Centrocampista | Papa Bouba Diop  |  |
| 11         | Delantero      | El Hadji Diouf   |  |
| Entrenador | Entrenador     | Bruno Metsu      |  |

| 21 | Delantero | Christophe Dugarry | 60' |
| 9  | Delantero | Djibril Cissé      | 81' |

| Anotado | 30' | Papa Bouba Diop | 0:1 |

| Amonestado | 45+2' | Emmanuel Petit |

| Amonestado | 51' | Aliou Cissé |

| Árbitro             | Ali Bujsaim     |
| Árbitros asistentes | Ali Al-Traifi   |
| Árbitros asistentes | Jorge Rattalino |
| Cuarto árbitro      | Felipe Ramos    |

| 16         | Guardameta     | Fabien Barthez   |     |
| 3          | Defensa        | Bixente Lizarazu |     |
| 8          | Defensa        | Marcel Desailly  |     |
| 15         | Defensa        | Lilian Thuram    |     |
| 18         | Defensa        | Frank Leboeuf    |     |
| 4          | Centrocampista | Patrick Vieira   |     |
| 6          | Centrocampista | Youri Djorkaeff  | 60' |
| 17         | Centrocampista | Emmanuel Petit   |     |
| 11         | Delantero      | Sylvain Wiltord  | 81' |
| 12         | Delantero      | Thierry Henry    |     |
| 20         | Delantero      | David Trezeguet  |     |
| Entrenador | Entrenador     | Roger Lemerre    |     |

| 1          | Guardameta     | Tony Sylva       |  |
| 2          | Defensa        | Omar Daf         |  |
| 4          | Defensa        | Pape Malick Diop |  |
| 6          | Defensa        | Aliou Cissé      |  |
| 13         | Defensa        | Lamine Diatta    |  |
| 17         | Defensa        | Ferdinand Coly   |  |
| 10         | Centrocampista | Khalilou Fadiga  |  |
| 14         | Centrocampista | Moussa N'Diaye   |  |
| 15         | Centrocampista | Salif Diao       |  |
| 19         | Centrocampista | Papa Bouba Diop  |  |
| 11         | Delantero      | El Hadji Diouf   |  |
| Entrenador | Entrenador     | Bruno Metsu      |  |

| 21 | Delantero | Christophe Dugarry | 60' |
| 9  | Delantero | Djibril Cissé      | 81' |

| Anotado | 30' | Papa Bouba Diop | 0:1 |

| Amonestado | 45+2' | Emmanuel Petit |

| Amonestado | 51' | Aliou Cissé |

| Árbitro             | Ali Bujsaim     |
| Árbitros asistentes | Ali Al-Traifi   |
| Árbitros asistentes | Jorge Rattalino |
| Cuarto árbitro      | Felipe Ramos    |

| Estadísticas      | Bandera de Francia | Bandera de Senegal |
| Tiros             | 15                 | 6                  |
| Tiros a puerta    | 9                  | 5                  |
| Faltas            | 18                 | 22                 |
| Saques de esquina | 10                 | 0                  |
| Penaltis          | 0                  | 0                  |
| Fueras de juego   | 2                  | 11                 |
| Posesión de balón | 61%                | 39%                |

#### Francia vs. Uruguay
| 6 de junio, 20:30 | Francia | 0:0     | Uruguay | Estadio Asiad, Busan                                     |                                                          |
|                   |         | Reporte |         | Asistencia: 38 289 espectadores Árbitro(s): Felipe Ramos | Asistencia: 38 289 espectadores Árbitro(s): Felipe Ramos |

| 16         | Guardameta     | Fabien Barthez   |       |
| 3          | Defensa        | Bixente Lizarazu |       |
| 8          | Defensa        | Marcel Desailly  |       |
| 15         | Defensa        | Lilian Thuram    |       |
| 18         | Defensa        | Frank Leboeuf    | 16'   |
| 4          | Centrocampista | Patrick Vieira   |       |
| 17         | Centrocampista | Emmanuel Petit   |       |
| 22         | Centrocampista | Johan Micoud     |       |
| 11         | Delantero      | Sylvain Wiltord  | 90+3' |
| 12         | Delantero      | Thierry Henry    |       |
| 20         | Delantero      | David Trezeguet  | 81'   |
| Entrenador | Entrenador     | Roger Lemerre    |       |

| 1          | Guardameta     | Fabián Carini   |     |
| 3          | Defensa        | Alejandro Lembo |     |
| 4          | Defensa        | Paolo Montero   |     |
| 6          | Defensa        | Darío Rodríguez | 73' |
| 14         | Defensa        | Gonzalo Sorondo |     |
| 5          | Centrocampista | Pablo García    |     |
| 8          | Centrocampista | Gustavo Varela  |     |
| 16         | Centrocampista | Marcelo Romero  | 71' |
| 9          | Delantero      | Darío Silva     | 60' |
| 13         | Delantero      | Sebastián Abreu |     |
| 20         | Delantero      | Álvaro Recoba   |     |
| Entrenador | Entrenador     | Víctor Púa      |     |

| 2  | Defensa   | Vincent Candela    | 16'   |
| 9  | Delantero | Djibril Cissé      | 81'   |
| 21 | Delantero | Christophe Dugarry | 90+3' |

| 11 | Defensa   | Federico Magallanes   | 60' |
| 22 | Delantero | Gonzalo de los Santos | 71' |
| 7  | Delantero | Gianni Guigou         | 73' |

| Expulsado  | 25'   | Thierry Henry  |
| Amonestado | 45+2' | Emmanuel Petit |

| Amonestado | 11'   | Pablo García    |
| Amonestado | 45+2' | Sebastián Abreu |
| Amonestado | 45+3' | Marcelo Romero  |
| Amonestado | 47'   | Darío Silva     |

| Árbitro             | Felipe Ramos       |
| Árbitros asistentes | Vladimir Fernández |
| Árbitros asistentes | Curtis Charles     |
| Cuarto árbitro      | Urs Meier          |

| 16         | Guardameta     | Fabien Barthez   |       |
| 3          | Defensa        | Bixente Lizarazu |       |
| 8          | Defensa        | Marcel Desailly  |       |
| 15         | Defensa        | Lilian Thuram    |       |
| 18         | Defensa        | Frank Leboeuf    | 16'   |
| 4          | Centrocampista | Patrick Vieira   |       |
| 17         | Centrocampista | Emmanuel Petit   |       |
| 22         | Centrocampista | Johan Micoud     |       |
| 11         | Delantero      | Sylvain Wiltord  | 90+3' |
| 12         | Delantero      | Thierry Henry    |       |
| 20         | Delantero      | David Trezeguet  | 81'   |
| Entrenador | Entrenador     | Roger Lemerre    |       |

| 1          | Guardameta     | Fabián Carini   |     |
| 3          | Defensa        | Alejandro Lembo |     |
| 4          | Defensa        | Paolo Montero   |     |
| 6          | Defensa        | Darío Rodríguez | 73' |
| 14         | Defensa        | Gonzalo Sorondo |     |
| 5          | Centrocampista | Pablo García    |     |
| 8          | Centrocampista | Gustavo Varela  |     |
| 16         | Centrocampista | Marcelo Romero  | 71' |
| 9          | Delantero      | Darío Silva     | 60' |
| 13         | Delantero      | Sebastián Abreu |     |
| 20         | Delantero      | Álvaro Recoba   |     |
| Entrenador | Entrenador     | Víctor Púa      |     |

| 2  | Defensa   | Vincent Candela    | 16'   |
| 9  | Delantero | Djibril Cissé      | 81'   |
| 21 | Delantero | Christophe Dugarry | 90+3' |

| 11 | Defensa   | Federico Magallanes   | 60' |
| 22 | Delantero | Gonzalo de los Santos | 71' |
| 7  | Delantero | Gianni Guigou         | 73' |

| Expulsado  | 25'   | Thierry Henry  |
| Amonestado | 45+2' | Emmanuel Petit |

| Amonestado | 11'   | Pablo García    |
| Amonestado | 45+2' | Sebastián Abreu |
| Amonestado | 45+3' | Marcelo Romero  |
| Amonestado | 47'   | Darío Silva     |

| Árbitro             | Felipe Ramos       |
| Árbitros asistentes | Vladimir Fernández |
| Árbitros asistentes | Curtis Charles     |
| Cuarto árbitro      | Urs Meier          |

| Estadísticas      | Bandera de Francia | Bandera de Uruguay |
| Tiros             | 16                 | 13                 |
| Tiros a puerta    | 9                  | 8                  |
| Faltas            | 17                 | 25                 |
| Saques de esquina | 8                  | 4                  |
| Penaltis          | 0                  | 0                  |
| Fueras de juego   | 4                  | 1                  |
| Posesión de balón | 56%                | 44%                |

#### Dinamarca vs. Francia
| 11 de junio, 15:30 | Dinamarca                    | 2:0 (1:0) | Francia | Estadio Munhak, Incheon                                        |                                                                |
|                    | Rommedahl 22' · Tomasson 67' | Reporte   |         | Asistencia: 48 100 espectadores Árbitro(s): Vítor Melo Pereira | Asistencia: 48 100 espectadores Árbitro(s): Vítor Melo Pereira |

| 1          | Guardameta     | Thomas Sørensen   |     |
| 3          | Defensa        | René Henriksen    |     |
| 4          | Defensa        | Martin Laursen    |     |
| 6          | Defensa        | Thomas Helveg     |     |
| 12         | Defensa        | Niclas Jensen     |     |
| 2          | Centrocampista | Stig Tøfting      | 79' |
| 7          | Centrocampista | Thomas Gravesen   |     |
| 17         | Centrocampista | Christian Poulsen | 76' |
| 9          | Delantero      | Jon Dahl Tomasson |     |
| 10         | Delantero      | Martin Jørgensen  | 46' |
| 19         | Delantero      | Dennis Rommedahl  |     |
| Entrenador | Entrenador     | Morten Olsen      |     |

| 16         | Guardameta     | Fabien Barthez     |     |
| 2          | Defensa        | Vincent Candela    |     |
| 3          | Defensa        | Bixente Lizarazu   |     |
| 8          | Defensa        | Marcel Desailly    |     |
| 15         | Defensa        | Lilian Thuram      |     |
| 4          | Centrocampista | Patrick Vieira     | 71' |
| 7          | Centrocampista | Claude Makélélé    |     |
| 10         | Centrocampista | Zinedine Zidane    |     |
| 11         | Delantero      | Sylvain Wiltord    | 83' |
| 20         | Delantero      | David Trezeguet    |     |
| 21         | Delantero      | Christophe Dugarry | 54' |
| Entrenador | Entrenador     | Roger Lemerre      |     |

| 8  | Delantero      | Jesper Grønkjær     | 46' |
| 20 | Defensa        | Kasper Bøgelund     | 76' |
| 23 | Centrocampista | Brian Steen Nielsen | 79' |

| 9  | Delantero      | Djibril Cissé   | 54' |
| 22 | Centrocampista | Johan Micoud    | 71' |
| 6  | Centrocampista | Youri Djorkaeff | 83' |

| Anotado | 22' | Dennis Rommedahl  | 1:0 |
| Anotado | 67' | Jon Dahl Tomasson | 2:0 |

| Amonestado | 27' | Christian Poulsen |
| Amonestado | 71' | Niclas Jensen     |

| Amonestado | 8' | Christophe Dugarry |

| Árbitro             | Vítor Melo Pereira |
| Árbitros asistentes | Carlos Matos       |
| Árbitros asistentes | Elise Doriri       |
| Cuarto árbitro      | Ľuboš Micheľ       |

| 1          | Guardameta     | Thomas Sørensen   |     |
| 3          | Defensa        | René Henriksen    |     |
| 4          | Defensa        | Martin Laursen    |     |
| 6          | Defensa        | Thomas Helveg     |     |
| 12         | Defensa        | Niclas Jensen     |     |
| 2          | Centrocampista | Stig Tøfting      | 79' |
| 7          | Centrocampista | Thomas Gravesen   |     |
| 17         | Centrocampista | Christian Poulsen | 76' |
| 9          | Delantero      | Jon Dahl Tomasson |     |
| 10         | Delantero      | Martin Jørgensen  | 46' |
| 19         | Delantero      | Dennis Rommedahl  |     |
| Entrenador | Entrenador     | Morten Olsen      |     |

| 16         | Guardameta     | Fabien Barthez     |     |
| 2          | Defensa        | Vincent Candela    |     |
| 3          | Defensa        | Bixente Lizarazu   |     |
| 8          | Defensa        | Marcel Desailly    |     |
| 15         | Defensa        | Lilian Thuram      |     |
| 4          | Centrocampista | Patrick Vieira     | 71' |
| 7          | Centrocampista | Claude Makélélé    |     |
| 10         | Centrocampista | Zinedine Zidane    |     |
| 11         | Delantero      | Sylvain Wiltord    | 83' |
| 20         | Delantero      | David Trezeguet    |     |
| 21         | Delantero      | Christophe Dugarry | 54' |
| Entrenador | Entrenador     | Roger Lemerre      |     |

| 8  | Delantero      | Jesper Grønkjær     | 46' |
| 20 | Defensa        | Kasper Bøgelund     | 76' |
| 23 | Centrocampista | Brian Steen Nielsen | 79' |

| 9  | Delantero      | Djibril Cissé   | 54' |
| 22 | Centrocampista | Johan Micoud    | 71' |
| 6  | Centrocampista | Youri Djorkaeff | 83' |

| Anotado | 22' | Dennis Rommedahl  | 1:0 |
| Anotado | 67' | Jon Dahl Tomasson | 2:0 |

| Amonestado | 27' | Christian Poulsen |
| Amonestado | 71' | Niclas Jensen     |

| Amonestado | 8' | Christophe Dugarry |

| Árbitro             | Vítor Melo Pereira |
| Árbitros asistentes | Carlos Matos       |
| Árbitros asistentes | Elise Doriri       |
| Cuarto árbitro      | Ľuboš Micheľ       |

| Estadísticas      | Bandera de Dinamarca | Bandera de Francia |
| Tiros             | 5                    | 11                 |
| Tiros a puerta    | 2                    | 8                  |
| Faltas            | 19                   | 14                 |
| Saques de esquina | 0                    | 6                  |
| Penaltis          | 0                    | 0                  |
| Fueras de juego   | 2                    | 3                  |
| Posesión de balón | 44%                  | 56%                |